# 武遊
有限会社武遊（ぶゆう）は、日本のアニメ制作会社。

## 概要
色彩設計者だった内田聡が代表を務める。仕上スタジオとして設立された会社であり、その後、制作部・作画部・撮影部を設立して制作会社化し、他社からのグロス請けを行っている。その一方で、2001年に劇場映画『シャム猫 -ファーストミッション-』において元請も行った。
現在、作画部・撮影部は解散しており、動仕作業受注を主としている。この他、米軍放出品・サバイバルゲーム用品を取り扱う専門店「東京キャロル」を運営している。

## 主な作品

### 劇場アニメ
- シャム猫 -ファーストミッション-（2001年）

### 制作協力
- 銀河漂流バイファム13 （制作元請：サンライズ、各話制作協力、1998年）
- セイバーマリオネットJ to X （制作元請：ハルフィルムメーカー、各話プロダクション協力、1998年-1999年）
- EVE The Lost One （制作元請：ゴンゾ、制作協力、1998年）
- 星界の紋章 （制作元請：サンライズ、各話制作協力、1999年）
- 星方天使エンジェルリンクス （制作元請：サンライズ、各話制作協力、1999年）
- 機巧奇傳ヒヲウ戦記 （制作元請：ボンズ、各話制作協力、2000年-2001年）
- 激闘!クラッシュギアTURBO （制作元請：サンライズ、各話制作協力、2001年-2003年）
- FF：U 〜ファイナルファンタジー:アンリミテッド〜 （制作元請：ゴンゾ・ディジメーション、各話制作協力、2001年）
- おねがい☆ティーチャー （制作元請：童夢、各話制作協力、2002年）
- 最終兵器彼女 （制作元請：ゴンゾ・ディジメーション、各話制作協力、2002年）
- デュエル・マスターズ  （制作元請：スタジオ雲雀・エー・シー・ジー・ティー、各話制作協力、2002年-2003年）
- E'S OTHERWISE （制作元請：ぴえろ、各話制作協力、2003年）
- 君が望む永遠 （制作元請：スタジオ・ファンタジア 、各話制作協力、2003年）
- おねがい☆ツインズ （制作元請：童夢、各話制作協力、2003年）
- GAD GUARD （制作元請：ゴンゾ・ディジメーション、各話制作協力、2003年）
- クロノクルセイド （制作元請：ゴンゾ・ディジメーション、各話制作協力、2003年-2004年）
- 美鳥の日々 （制作元請：ぴえろ、各話制作協力、2004年）
- GANTZ （制作元：ゴンゾ、各話制作協力、2004年）
- DearS （制作元請：童夢、各話制作協力、2004年）
- 砂ぼうず （制作元：ゴンゾ、各話制作協力、2004年）
- らいむいろ流奇譚X CROSS 〜恋、教ヘテクダサイ。〜 （制作元請：エー・シー・ジー・ティー、各話制作協力、2005年）
- JINKI:EXTEND （制作元請：：フィール、各話制作協力、2005年）
- D.C.S.S. 〜ダ・カーポ セカンドシーズン〜 （制作元請：フィール、各話制作協力、2005年）
- ふしぎ星の☆ふたご姫 （制作元請：ハルフィルムメーカー、各話制作協力、2005年-2006年）
- 頭文字D Fourth Stage （制作元請：エー・シー・ジー・ティー、各話制作協力、2004年-2006年）
- 錬金3級 まじかる?ぽか〜ん （制作元請：REMIC、各話制作協力、2006年）
- 乙女はお姉さまに恋してる （制作元請：フィール、各話制作協力、2006年）
- 怪 〜ayakashi〜 （制作元請：東映アニメーション、各話制作協力、2006年）
- リングにかけろ1 -日米決戦篇- （制作元請：東映アニメーション、各話制作協力、2006年）
- 貧乏姉妹物語 （制作元請：東映アニメーション、各話制作協力、2006年）
- 古代王者 恐竜キング Dキッズ・アドベンチャー （制作元請：サンライズ、各話制作協力、2007年-2008年）
- ながされて藍蘭島 （制作元請：フィール、各話制作協力、2007年）
- 湾岸ミッドナイト （制作元請：エー・シー・ジー・ティー、各話制作協力、2007年-2008年）
- 劇場版 NARUTO -ナルト- 疾風伝 （制作元請：ぴえろ、制作協力、2007年）
- 君が主で執事が俺で （制作元請：エー・シー・ジー・ティー、各話制作協力、2008年）
- 古代王者 恐竜キング Dキッズ・アドベンチャー 翼竜伝説 （制作元請：サンライズ、各話制作協力、2008年）
- スキップ・ビート! （制作元請：ハルフィルムメーカー、各話制作協力、2008年-2009年）
- 屍姫 玄 （制作元請：ガイナックス・フィール、各話制作協力、2009年）
- シャングリ・ラ （制作元請：ゴンゾ、各話制作協力、2009年）
- かなめも （制作元請：フィール、各話制作協力、2009年）
- あにゃまる探偵 キルミンずぅ （制作元請：ハルフィルムメーカー、各話制作協力、2009年）
- 聖剣の刀鍛冶 （制作元請：マングローブ、各話制作協力、2009年）
- れでぃ×ばと! （制作元請：XEBEC、各話制作協力、2010年）
- みつどもえ （制作元請：ブリッジ、各話制作協力、2010年）
- 這いよる! ニャルアニ リメンバー・マイ・ラブ （クラフト先生） （制作元請：DLE、エンディングアニメーション制作協力、2010年）
- ブレイク ブレイド 第二章「訣別ノ路」 （制作元請：Production I.G・XEBEC、制作協力、2010年）
- みつどもえ 増量中! （制作元請：ブリッジ、各話制作協力、2011年）
- フリージング （制作元請：エー・シー・ジー・ティー、各話制作協力、2011年）
- 聖闘士星矢Ω （制作元請：東映アニメーション、各話制作協力、2012年）
- きんいろモザイク （制作元請：Studio五組、各話制作協力、2013年）
- 俺が好きなのは妹だけど妹じゃない（制作元請：NAZ × マギア・ドラグリエ、各話制作協力、2018年）

### その他
- 魔法の海兵隊員ぴくせる☆まりたん （プロモーションアニメ制作）